# 松南乡
松南乡是中国黑龙江省哈尔滨市方正县下辖的一个乡，位于方正县城北部，南与方正镇接壤，西与天门乡相邻。